# Roman (huyện)
Roman là một huyện thuộc tỉnh Vratsa, Bungaria. Dân số thời điểm năm 2001 là 8148 người.